# FK Spartaks Jūrmala

Futbola klubs Spartaks (også kendt som Spartaks Jūrmala) er en fodboldklub fra Letland. Klubben spiller i den bedste lettiske liga Virslīga og har hjemmebane på Sloka stadions i byen Jūrmala.

## Historie
Klubben blev stiftet i 2007.

## Titler
- Lettiske mesterskaber (2): 2016 og 2017[1]
- Lettiske pokalturnering (1): 2015.

## Historiske slutplaceringer
| Sæson | Niveau | Liga     | Placering | Kilde  |
| ----- | ------ | -------- | --------- | ------ |
| 2012  | 1.     | Virslīga | 5.        | [ 2 ]  |
| 2013  | 1.     | Virslīga | 6.        | [ 3 ]  |
| 2014  | 1.     | Virslīga | 6.        | [ 4 ]  |
| 2015  | 1.     | Virslīga | 5.        | [ 5 ]  |
| 2016  | 1.     | Virslīga | 1.        | [ 6 ]  |
| 2017  | 1.     | Virslīga | 1.        | [ 7 ]  |
| 2018  | 1.     | Virslīga | 5.        | [ 8 ]  |
| 2019  | 1.     | Virslīga | 5.        | [ 8 ]  |
| 2020  | 1.     | Virslīga | 6.        | [ 9 ]  |
| 2021  | 1.     | Virslīga | 5.        | [ 10 ] |
| 2022  | 1.     | Virslīga | .         | [ 11 ] |

## Klubfarver
| Spartaks | Spartaks |

## Trup
Pr. 4. april 2022
| Nr. | Land     | Position | Spiller                |
| --- | -------- | -------- | ---------------------- |
| 1   | Letland  | MM       | Dāvis Veisbuks         |
| 2   | Letland  | FO       | Klavs Kramens          |
| 3   | Letland  | FO       | Timurs Azarovs         |
| 4   | Letland  | MI       | Deniss Meļņiks         |
| 5   | Letland  | MI       | Danila Patijcuks       |
| 6   | Letland  | MI       | Markuss Alpēns         |
| 7   | Ghana    | MI       | Kwadwo Asamoah         |
| 8   | Letland  | MI       | Vladislavs Soloveičiks |
| 9   | Cameroun | AN       | Leonel Wamba           |
| 10  | Nigeria  | MI       | Abiodun Ogunniyi       |
| 11  | Rusland  | MI       | Valentin Zekhov        |
| 12  | Letland  | MM       | Konstantīns Maculevičs |
| 13  | Letland  | AN       | Kristaps Puzānovs      |

| Nr. | Land     | Position | Spiller             |
| --- | -------- | -------- | ------------------- |
| 14  | Letland  | MI       | Oļegs Laizāns       |
| 15  | Letland  | MI       | Raivis Skrebels     |
| 16  | Letland  | FO       | Daniels Grauds      |
| 17  | Letland  | AN       | Artjoms Zamullo     |
| 18  | Letland  | MI       | Kristians Godiņš    |
| 19  | Letland  | AN       | Aļģirdas Gražis     |
| 20  | Letland  | FO       | Ņikita Koliņko      |
| 21  | Letland  | FO       | Kristers Atars      |
| 23  | Letland  | FO       | Rikardo Jagodinskis |
| 24  | Letland  | MM       | Davis Ošs           |
| 25  | Letland  | FO       | Mārcis Ošs          |
| 26  | Letland  | AN       | Artūrs Ostapenko    |
| 27  | Kroatien | MI       | Tin Vukmanić        |